# Henry Montgomery Lawrence

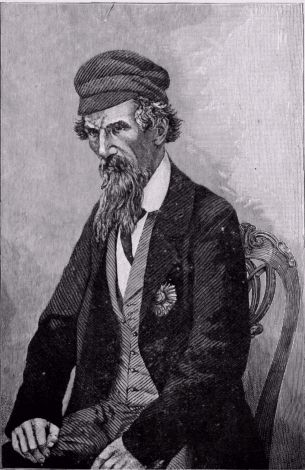
Henry Montgomery Lawrence.

Henry Montgomery Lawrence, född den 28 juni 1806, död den 4 juli 1857, var en brittisk militär. Han var bror till George St Patrick och sir John Lawrence.
Han kom 1823 såsom artilleriofficer till Indien. År 1833 anställdes han vid uppbördsväsendet och förvärvade som sådan ett stort inflytande över lokalbefolkingen, något som han bland annat utnyttjade under första anglo-afghanska kriget. 1843 blev han brittisk resident i Nepal och 1847 resident i Lahore.
År 1849 blev han främste medlemmen av förvaltningskommissionen i Punjab och inlade som sådan stora förtjänster för att infoga Punjab i det anglo-brittiska väldet. Han kom dock in konflikt med Lord Dalhousie och avlägsnades från posten där han i stället ersattes av sin bror, sir John Lawrence. 1852 blev Lawrence politisk agent i Rajputana och i mars 1857 styresman över nyerövrade Oudh.
Vid det stora sepoysupprorets utbrott ett par månader senare hamnade Lawrence i utbrottets centrum. Efter att ha besegrats i slaget vid Chinhut 29 maj, tvingades han att med 300 engelska soldater innesluta sig i Lucknow, men fick endast en kort tid leda dess ryktbara försvar, eftersom han 2 juli sårades av ett fientligt skott och två dagar efteråt avled. Hans minne blev hugfäst i Indien genom flera av honom inrättade asyler för europeiska soldaters barn.